# Topografische Karte der Grafschaft Mark

Neue und vollständige Special-Situations Charte von der Grafschaft Marck, 1775

Topographische Charte der Grafschaft Marck, 1777

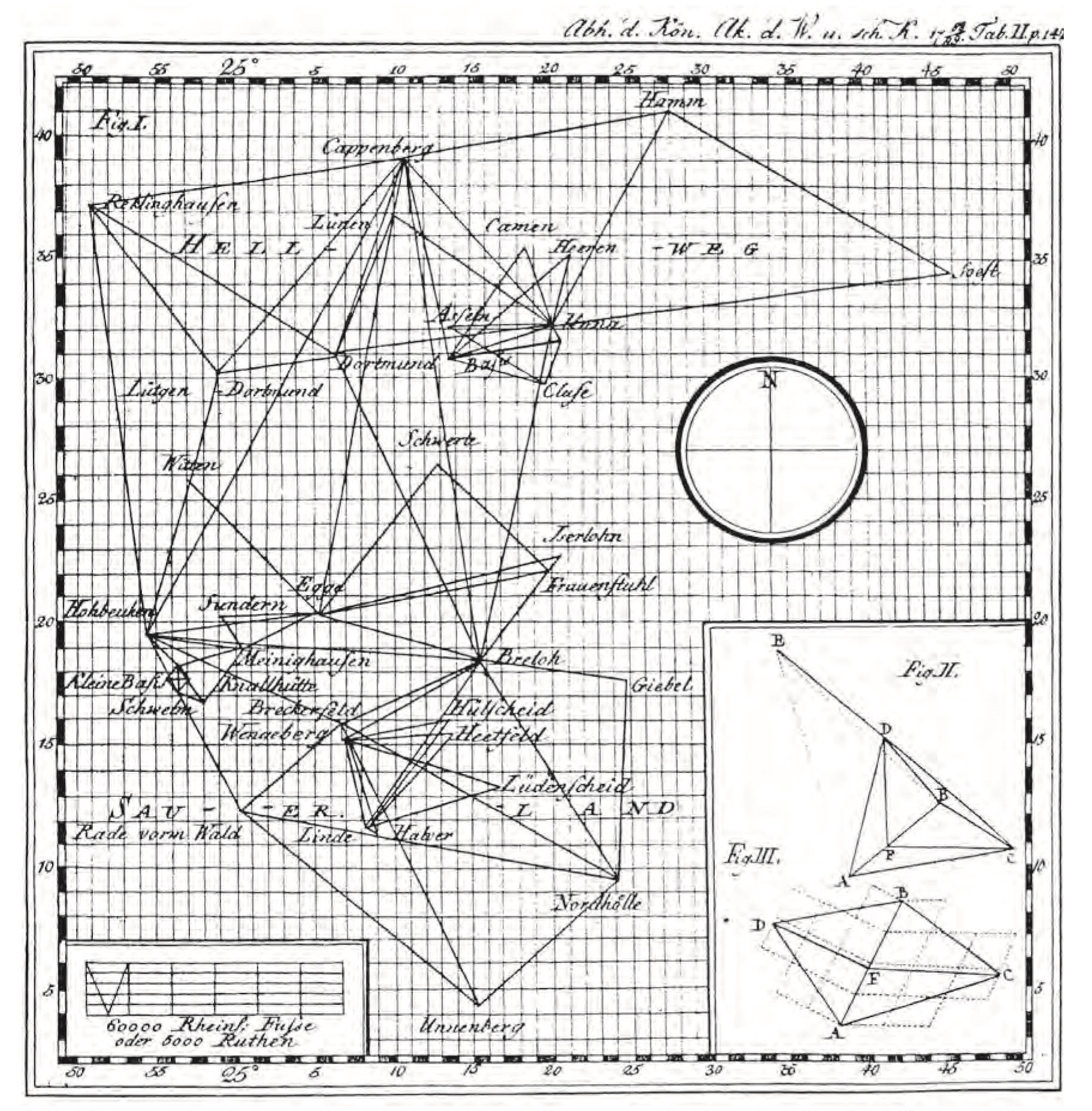
Triangulation der gesamten Grafschaft Mark, 1789–1790

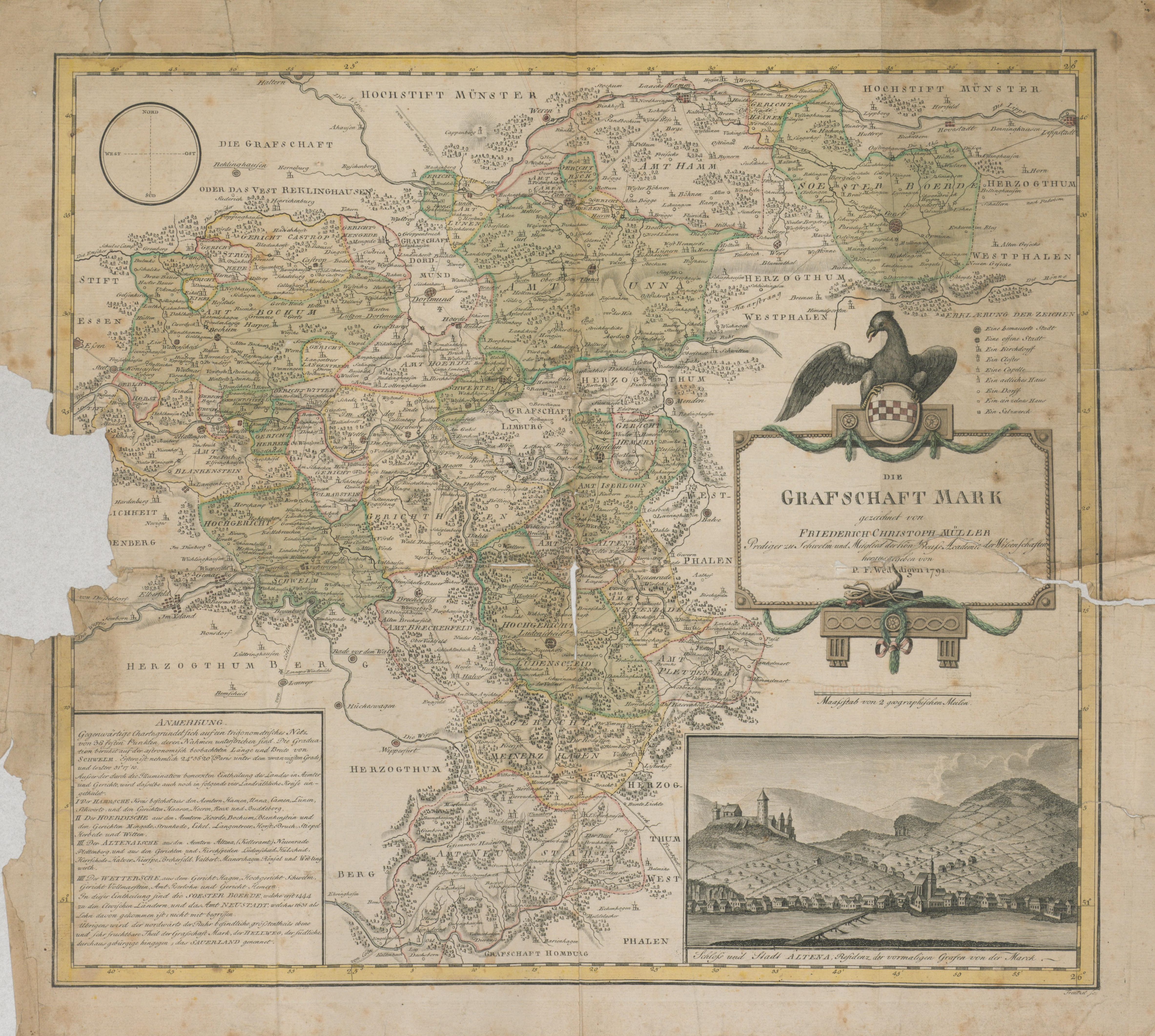
Grafschaft Mark (illustriert mit Burg Altena), 1791

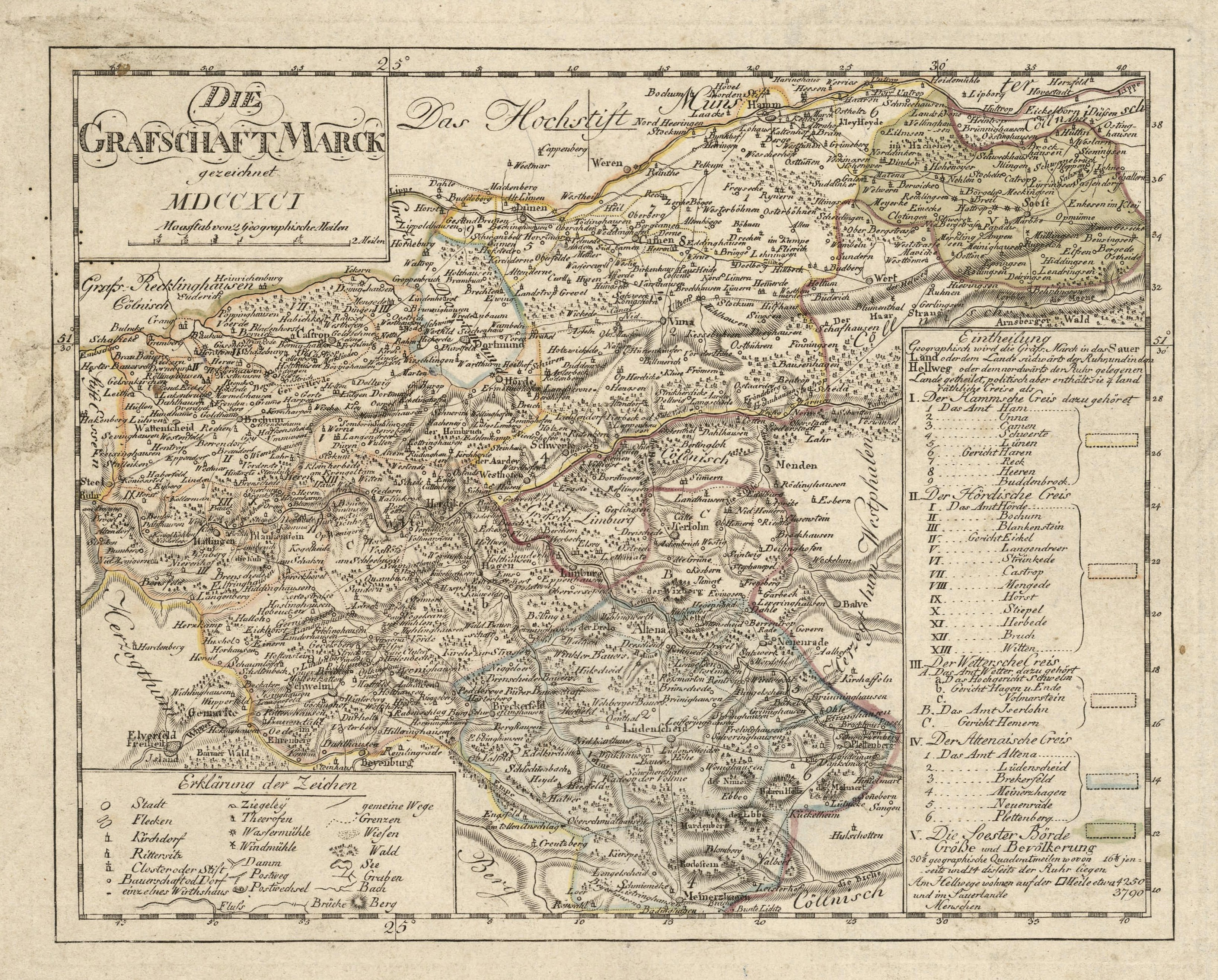
Die Grafschaft Mark, 1791

Die Topografische Karte der Grafschaft Mark wurde von Friedrich Christoph Müller im Jahr 1775 erstellt. Eine neue Ausfertigung auf der Grundlage einer Triangulation der Grafschaft Mark wurde 1791 veröffentlicht.

## Karte von 1775
In drei Wochen hatte Müller die Grafschaft bereist. Er schrieb: „Ich kam viel vergnügter wieder als ich ausgereist war.“ Bis Ende Oktober 1775 war die Karte fertig. Müller schrieb in sein Tagebuch, die Karte sei in Berlin „mit Beifall aufgenommen“ worden. Die Arbeit von 1775 zeigt Ämter, Gerichte, Kirchspiele, Ortschaften und Adelshäuser der Grafschaft Mark. Eine besondere Ausgabe zeigt die Bergwerke. Er verzeichnet 183 Zechennamen. Die Federzeichnungen sind jeweils etwa 62,0 cm × 86,0 cm groß. Der Maßstab beträgt: 2 westphälische Meilen = 16,4 cm (1:122.488).
Die Fassungen des Jahres 1775 sind:
- Charte von der GRAFFSCHAFFT MARCK.
- Neue und vollstaendige Special Situations Charte von der Grafschafft MARCK.
- Neue und vollstaendige Special Situations Charte von der Grafschaft MARCK (mit einer Auflistung aller) Nahmen von denen in der Grafschafft MARCK befindlichen und meist in Betrieb stehenden Steinkohlen Zechen, deren darneben gesetzte Zahlen, zugleich die Lage derselben auf der Charte nachweisen.

Der Entwurf stieß wegen fehlender Orte und Fehlschreibungen auf Kritik.

### Topographische Charte der Grafschaft Marck, 1777
Die Fassung von 1777 gibt folgende Hinweise:
Im linken Kartenteil: „Die Grafschafft Marck wird überhaupt in den Hellweg und in das Sauerland eingetheilet. Jener liegt nordwärts der Ruhr, hält 18 qMeilen, ist gröstentheils eben und fruchtbar. Dieses liegt südwärts derselben, ist sehr gebürgig und hin und wieder unfruchtbar, hält 13 1/2 qM. Die genauere Eintheilung ist in 4 Landräthliche Creyse, welche sind 1) der Hammische, dazu gehören die Ämter Hamm, Unna, Lünen und die Gerichte Camen, Schwerte, Haaren, Heeren, Reck und Buddeburg. 2) der Hördische, dazu gehören die Amter Hörde, Bochum, Blanckenstein und die Gerichte Eickel, Langendreer, Strünckede, Castrop, Mengeden, Horst, Stiepel, Herbede, Bruch und Witten. 3) der Altenaische, darzu gehören die Amter Altena, Neuenrade, Plettenberg und die Kirchspiele Ludenscheid, Hulscheid, Herrscheid, Halver, Kierspe, Breckerfeld, Vahlbert, Meinerzhagen und Rönfahl. 4) der Wetterische, dazu gehören das Amt Iserlon und die Gerichte Vollmarstein, Hagen, Hemern, nebst dem Hochgericht Schwelm. Die Soester Börder wird besonders gerechnet.“
Im rechten Kartenteil: „Nota. Im Sauerland muß man, um die Entfernung der Oerter durch den Maahsstab zu erfahren, etwas mehr rechnen, weil die Wege, nach welchen man die Entfernungen gemeinhin rechnet, um und über die Gebürge gehen, und diese Charte nach der wahren Projection der Orter gezeichnet ist.“

## Karte von 1791
Müller erhielt auf Vermittlung des Königs im Herbst 1788 durch Freiherr vom Stein einen Auftrag für eine Triangulation der gesamten Grafschaft Mark. 1789/1790 nahm er mit einem Theodolit 38 feste Punkte auf. Seine Schrift Trigonometrische Vermessung der Grafschaft Mark nebst einem darnach angefertigten geographischen Netze erschien 1789, die Karte erschien 1791. Sie weist eine Genauigkeit von etwa ±40 m auf.